# Brit Awards 2013
33. gala rozdania BRIT Awards, nagród muzycznych wręczanych przez British Phonographic Industry (BPI), odbyła się w dniu 20 lutego 2013 roku w londyńskiej The O2 Arena. Wydarzenie było transmitowane przez stację ITV, a prowadzącym został James Corden. Galę śledziło przed telewizorami 6,29 mln widzów.
Po dwie statuetki odebrali: Ben Howard (w kategoriach Najlepszy przełomowy wykonawca oraz Najlepszy artysta) i Emeli Sandé (w kategoriach Najlepsza artystka oraz Album roku). Najlepszym brytyjskim zespołem muzycznym roku uznano Mumford & Sons, a najlepszym utworem - Skyfall wokalistki Adele.

## Zwycięzcy i nominacje
W 2013 roku przyznano nagrody w 14 kategoriach.
| Kategorie brytyjskie | Kategorie brytyjskie |
| Brytyjski album roku | Najlepszy brytyjski singel |
| --- | --- |
| - Emeli Sandé – Our Version of Events - Alt-J – An Awesome Wave - Mumford & Sons – Babel - Paloma Faith – Fall To Grace - Plan B – Ill Manors | - Adele – „Skyfall” - Alex Clare – „Too Close” - Coldplay & Rihanna – „Princess of China” - DJ Fresh feat. Rita Ora – „Hot Right Now” - Emeli Sandé – „Next to Me” - Florence and the Machine – „Spectrum” - James Arthur – „Impossible” - Jessie J – „Domino” - Labrinth feat. Emeli Sandé – „Beneath Your Beautiful” - Olly Murs feat. Flo Rida – „Troublemaker” - Rita Ora feat. Tinie Tempah – „R.I.P.” - Rizzle Kicks – „Mama Do the Hump” - Robbie Williams – „Candy” - Rudimental feat. John Newman – „Feel the Love” - Stooshe – „Black Heart” |
| Najlepsza brytyjska artystka | Najlepszy brytyjski artysta |
| - Emeli Sandé - Amy Winehouse - Bat for Lashes - Jessie Ware - Paloma Faith                                                                   | - Ben Howard - Calvin Harris - Olly Murs - Richard Hawley - Plan B |
| Najlepszy brytyjski przełomowy wykonawca | Najlepszy brytyjski zespół |
| - Ben Howard - Alt-J - Jake Bugg - Jessie Ware - Rita Ora                                                                                     | - Mumford & Sons - Alt-J - Muse - One Direction - The xx |
| Najlepszy brytyjski producent | Wybór krytyków |
| - Paul Epworth - Damon Albarn - Jake Gosling                                                                                                  | - Tom Odell - Aluna George - Laura Mvula |
| Najlepsza artystka międzynarodowa | Najlepszy artysta międzynarodowy |
| - Lana Del Rey - Alicia Keys - Cat Power - Rihanna - Taylor Swift                                                                             | - Frank Ocean - Bruce Springsteen - Gotye - Jack White - Michael Bublé |
| Najlepszy zespół międzynarodowy | Najlepszy brytyjski występ na żywo |
| - The Black Keys - Alabama Shakes - Fun - The Killers - The Script                                                                            | - Coldplay - Mumford & Sons - Muse - The Rolling Stones - The Vaccines |
| Nagroda za międzynarodowy sukces | Nagroda specjalna |
| - One Direction | - War Child UK |